# Wiktor Szewałdin

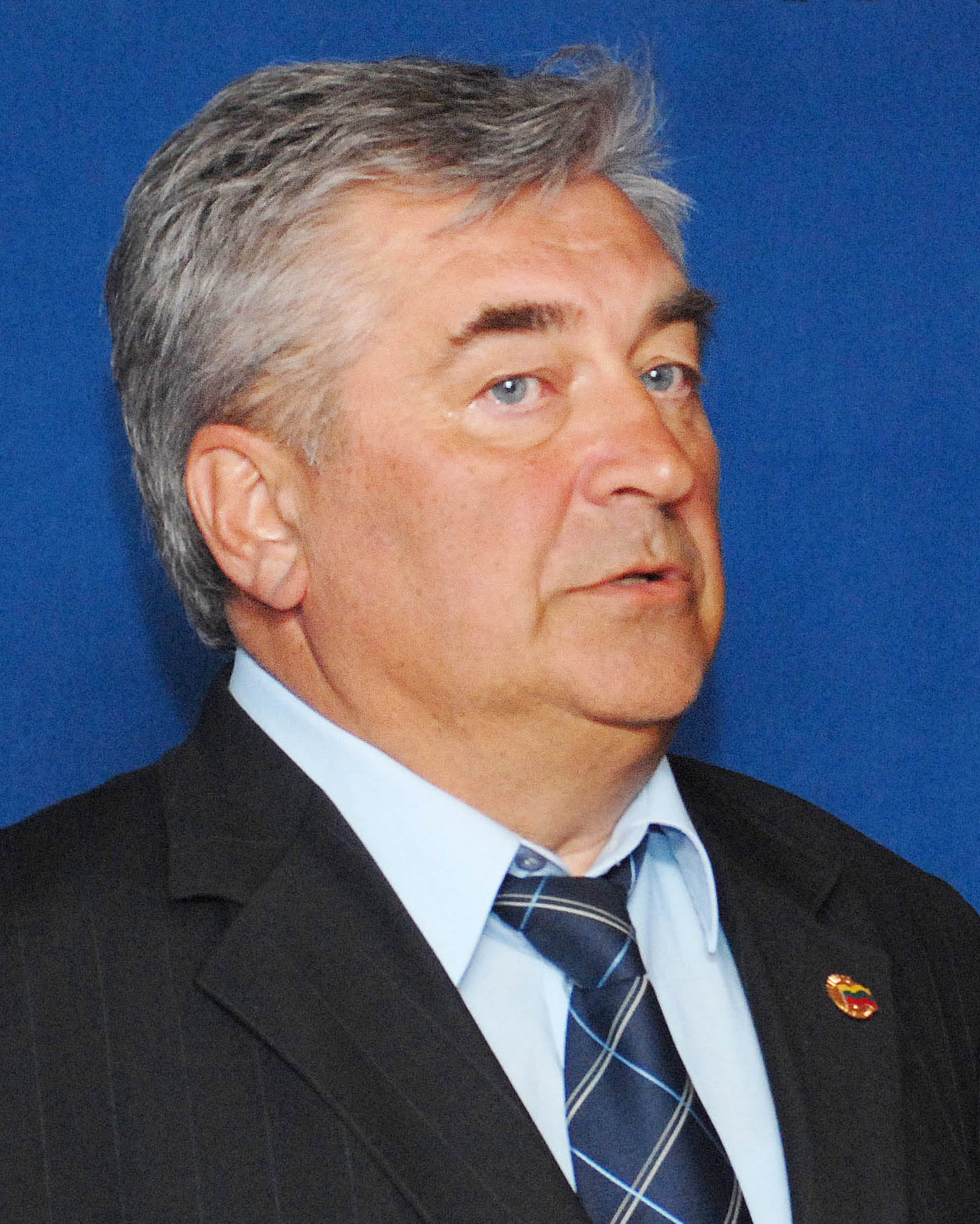
Wiktor Szewałdin (2008)

Wiktor Szewałdin (ros. Виктор Шевалдин, lit. Viktor Ševaldin, Viktoras Ševaldinas, ur. 29 grudnia 1948 w Kineszmie) – litewski inżynier-energetyk, wieloletni dyrektor Ignalińskiej Elektrowni Jądrowej.

## Życiorys
Z pochodzenia jest Rosjaninem. Urodził się w obwodzie iwanowskim Rosyjskiej Federacyjnej SRR. W latach 1966–1971 studiował w Instytucie Energetyki w Iwanowie.
Po ukończeniu studiów został skierowany do Leningradzkiej Elektrowni Atomowej, gdzie pracował do 1982 na stanowiskach inżyniera i kierownika zmiany. Od 1982 był zawodowo związany z Ignalińską Elektrownią Jądrową, gdzie najpierw był kierownikiem zmiany, a od 1986 pełnił funkcję zastępcy naczelnego inżyniera do spraw eksploatacji. W 1991 objął posadę generalnego dyrektora elektrowni. W marcu 2010 został odwołany ze stanowiska, jednocześnie został jednak doradcą swojego następcy Osvaldasa Čiukšisa. 3 maja 2011 odszedł z pracy w elektrowni.
W latach 1995–1997 był radnym ówczesnego rejonu miejskiego Wisaginia z ramienia Litewskiej Demokratycznej Partii Pracy. Posiada tytuł honorowego obywatela miasta Wisaginia.